# 청바지 돌려 입기 2
《청바지 돌려 입기 2》(영어: The Sisterhood of the Traveling Pants 2)는 2008년 개봉한 미국의 코미디 드라마 영화로, 《청바지 돌려 입기》(2005)의 속편이다. 앰버 탬블린, 아메리카 퍼레라, 블레이크 라이블리, 알렉시스 블레델이 전편에 이어 절친 4인방으로 출연하였다.

## 줄거리
대학교 1학년을 마친 절친 브리짓, 리나, 티비, 카먼은 여름을 따로 떨어져 지내게 된다. 넷은 이번 여름에도 청바지를 돌려입는다.
브리짓은 그간 아버지 어니가 외할머니 그레타가 보낸 편지를 숨겨왔다는 걸 알게 된다. 튀르키예에서 고고학자 나스린 메하니가 이끄는 발굴 작업에 참여하게 된 브리짓은 어머니와 같은 나이에 사망한 유해를 보고 슬픔에 잠긴다. 브리짓이 앨라배마주에 사는 그레타를 찾아가자 그레타는 어머니가 우울증이 있다는 걸 부정했으며 주변인이 도와주려고 하면 차단해버렸다고 밝힌다. 그레타는 그럼에도 어머니가 브리짓을 사랑했기 때문에 최대한 버틴 거라고 설명한다. 브리짓은 어니와 화해한다.
리나는 그리스에서 할아버지 바피 장례를 치르는 중에 전 남자친구 코스타스와 재회한다. 코스타스는 아기가 태어날 예정이라 결혼을 했다고 밝힌다. 로드아일랜드 스쿨 오브 디자인으로 돌아간 리나는 인체 소묘 수업 모델 리오와 만나기 시작한다. 코스타스는 리나를 찾아와 아내가 임신에 관해 거짓말을 한 게 밝혀져 결혼이 무효가 됐다고 말한다. 리나는 코스타스를 거절하지만 리오와 만날수록 잘 맞지 않는다는 걸 느끼고 자신이 여전히 코스타스를 신경 쓰고 있음을 깨닫는다.
티비는 뉴욕 비디오 가게에서 일하며 뉴욕 대학교 각본 수업을 재수강한다. 티비는 남자친구 브라이언과 관계를 갖던 중에 콘돔이 찢어지자 임신했을까봐 두려워하며 모두를 멀리한다. 브라이언은 아기가 생기면 책임을 지려고 하면서 같이 방법을 모색하자고 하지만 혼란스러운 티비는 브라이언과 헤어진다. 리비의 여동생 에피가 브라이언과 만나도 되냐고 묻자 티비는 마지못해 허락한다. 다행히 월경이 시작되고 정신적 지지가 필요했던 티비는 버몬트주로 카먼을 찾아간다. 하지만 그간 서로를 등한시한 문제로 카먼과 다투기만 한다. 티비는 브라이언을 찾아가 변화가 두려웠다면서 사과하고, 티비를 여전히 사랑하는 브라이언은 에피와 헤어진다.
카먼은 같은 예일 대학교 친구 줄리아의 제안으로 버몬트주 배우 워크숍에 들어가고, 배우 이언의 권유로 겨울 이야기 오디션을 보고 페르디타 역을 따낸다. 카먼이 이언과 가까워지던 중 카먼을 질투한 줄리아가 이언과 데이트를 하자 카먼은 동요하여 리허설을 망쳐버린다. 어머니 크리스티나는 갑작스레 조산에 들어가고, 카먼은 친구들 중 가장 병원 가까이에 있는 티비에게 도움을 요청하면서 티비와 화해한다. 자신감을 회복한 카먼은 훌륭한 연기를 해내고 공연 후 이언과 입을 맞춘다. 카먼은 줄리아와 친구 관계를 끝낸다.
에피는 브라이언에게 차인 뒤 리나가 친동생인 자신보다 친구들을 더 아끼는 것처럼 느껴지자 청바지를 훔치고 그리스 할머니를 방문한 사이에 잃어버린다. 리나는 그리스로 가서 청바지를 찾아보기로 한다. 에피를 통해 리나가 코스타스를 거절했다는 걸 알게 된 나머지 셋은 카먼의 새아버지의 만료가 임박한 마일리지를 써서 그리스로 날아가 함께 청바지를 찾는 한편 코스타스에게 다시 기회를 주라고 리나를 설득한다. 리나는 런던 정치경제대학교에서 공부를 하게 된 코스타스와 앞으로 관계를 이어나갈 방법을 찾기로 한다. 비록 청바지를 찾아내진 못하지만 네 친구는 우정을 새롭게 확인한다.

## 출연
- 앰버 탬블린 - 태비사 "티비" 톰코롤린스 역
- 아메리카 퍼레라 - 카먼 로웰 역
- 블레이크 라이블리 - 브리짓 브릴런드 역
- 알렉시스 블레델 - 리나 캘리가리스 역
- 레이철 니컬스 - 줄리아 벡위스 역
- 톰 위즈덤 - 이언 역
- 레이철 티코틴 - 크리스티나 역
- 리어나도 남 - 브라이언 맥브라이언 역
- 마이클 레이디 - 코스타스 두나스 역
- 제시 윌리엄스 - 리오 역
- 쇼레 아그다슐루 - 나스린 메하니 교수 역
- 블라이드 대너 - 그레타 랜돌프 역
- 루시 헤일 - 에피 캘리가리스 역
- 어니 라이블리 - 프랜즈 브릴런드 역
- 카일 매클라클런 - 빌 커 역 (크레디트 미기재)